# Trboje
Trboje – wieś w Słowenii, w gminie Šenčur. W 2018 roku liczyła 654 mieszkańców.